# Grandhotel a Okresní dům
Grandhotel a Okresní dům v Pardubicích je čtyřpatrový funkcionalistický palác, postavený v Pardubicích v letech 1927–1931 dle návrhu architekta Josefa Gočára. Investorem byl Okresní úřad Pardubice. Budova měla železobetonový skelet, plochou střechu a dvě křídla – restaurační (přiléhající ke třídě Míru) a hotelové (průčelí na náměstí Republiky), obepínající velký společenský sál. V budově se nacházely hotel s 57 pokoji, okresní úřad, kavárna, restaurace, kulečníková herna, velký společenský sál, klubovní místnosti, v suterénu vinárna a kino Sport (později Svět). Prvním hostem, který v hotelu 30. května 1931 přenocoval, byl prezident Tomáš Garrigue Masaryk.
V letech 1997–2000 byla budova výrazně přestavěna dle návrhu architektů Petra Drexlera a Ladislava Vrbaty, přičemž svou funkci změnila na Obchodně-administrativní centrum Grand. Došlo přitom k zásadním změnám vnitřní dispozice, ke vložení mezipater a odstranění řady prvků původního interiéru. Budova je chráněna jako kulturní památka.